# Estudiantes de La Plata
Club Estudiantes de La Plata er en argentinsk fodboldklub fra La Plata, der ligger 50 km syd for Buenos Aires. Klubben har tre gange vundet den sydamerikansk turnering Libertadores de América i 1967, 1969 interkontinentalsmestre i 1967 da holdet slog Manchester United. I 1968 tabte de til AC Milan og i 1969 til Feyenoord. Til dagligt spiller klubben i den argentinske liga, og de har hjemme på Jorge Luis Hirschi Stadium med plads til 20.000 tilskuere.